# Bulmatet
Bulmatet is een bestuurslaag in het regentschap Sampang van de provincie Oost-Java, Indonesië. Bulmatet telt 4120 inwoners (volkstelling 2010).